# گلنروان، ویکتوریا
گلنروان (به انگلیسی: Glenrowan) یک شهرک در استرالیا است که در ویکتوریا (استرالیا) واقع شده‌است.